# アレクサンダー・レイドロー
アレクサンダー・フレイザー・レイドロー（Alexander Fraser Laidlaw、1907年 - 1980年）は、カナダの協同組合運動家・教育学者。教育学博士。1980年に開催された国際協同組合同盟(ICA)の第27回モスクワ大会で「西暦2000年における協同組合」と題した基調報告を行ったことで知られる。同報告は「レイドロー報告」と呼ばれ、その後の世界の協同組合運動に大きな影響を与えた。

## 略歴

### 生い立ち

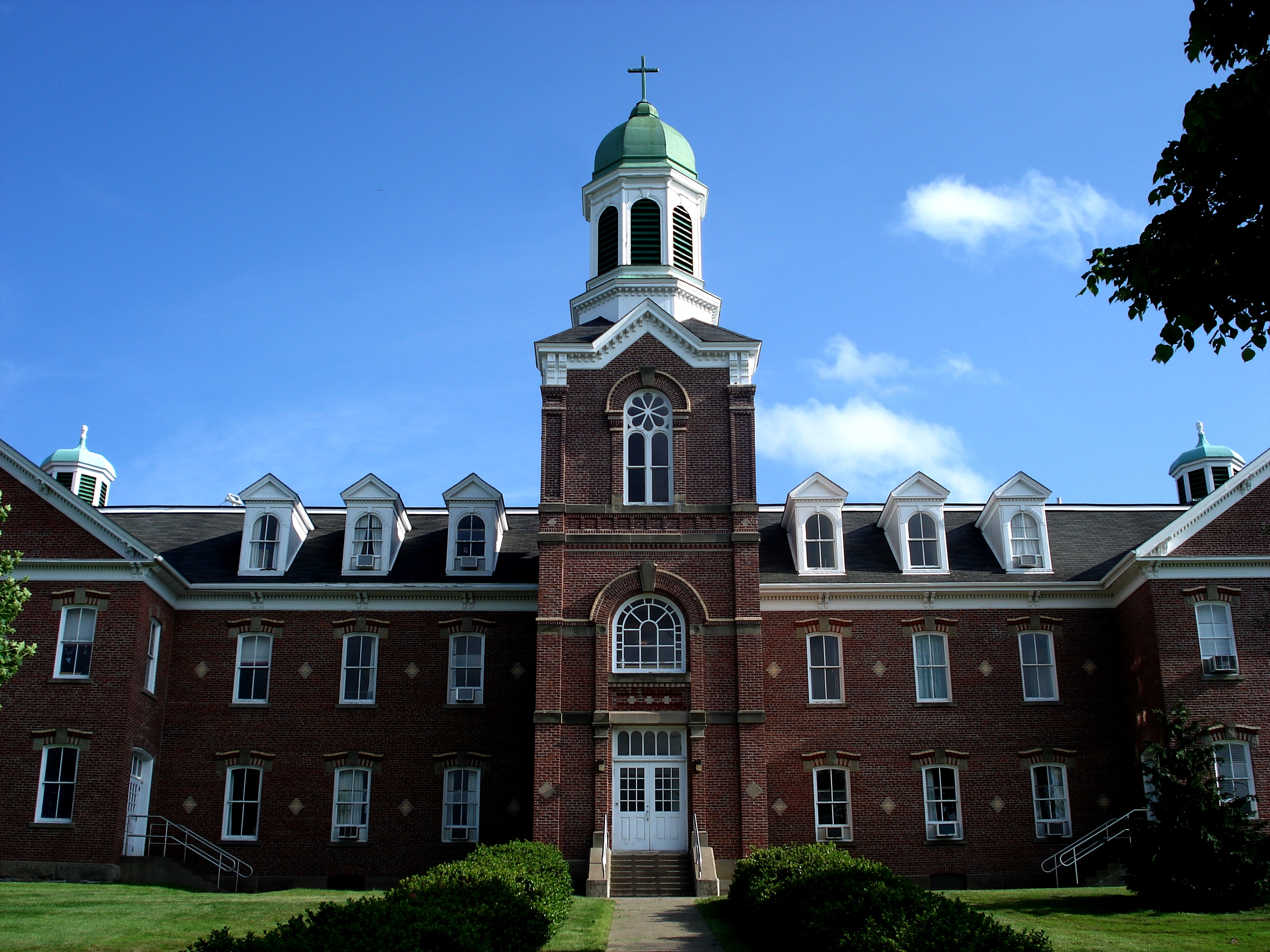
聖フランシスコ・ザビエル大学（ザビエル・ホール）

1907年、カナダ・ノバスコシア州生まれ。聖フランシスコ・ザビエル大学を経てトロント大学を卒業し、ノバスコシア州ケープ・ブレトン島で教職に就いた。校長・視学官・ノバスコシア州教育局主事を歴任した後、1944年に母校聖フランシスコ・ザビエル大学普及教育部準主任となった。
聖フランシスコ・ザビエル大学では、同大学の司教でもあり博士でもあったモーゼス・コーディと知り合い大きな影響を受けた。コーディは、農漁民や労働者の救済のために成人教育と協同組合の普及に尽力した人物である。コーディに啓発されたレイドローもまた成人教育と協同組合運動に熱心に取り組むようになっていき、ICAが発行する『国際協同組合レビュー』にカナダの協同組合の動向などを1950年以降たびたび寄稿したりしている。また、途上国援助にも関心を持ち、1956年から2年間、コロンボ・プランのコンサルタントとしてインドに駐在した。

### 協同組合運動家として
1958年、教職を辞してカナダの英語圏の生活協同組合の中央会「カナダ協同組合中央会」（現在のカナダ協同組合連合会の母体）の参事に就任した。以後、協同組合運動家としてカナダ国内にとどまらず世界に活動の場を広げ、1959年にイタリア・ナポリで開催された漁業協同組合の国際会議に国際労働機関のコンサルタントとして出席。1962年には、カナダの協同組合を代表してラテンアメリカ諸国を訪問している。
1960年にはICAの中央委員に就任し、1970年まで務めた。そのうち1964年から1966年までは執行委員を務めている。
中央委員に就任した第21回ローザンヌ大会では、協同組合の発展途上国に対する援助について「既存の協同組合運動には技術援助の能力を欠いている」と発言して、特に教育サービスの援助に関する部局をICAに設置するよう提言し、同年に開催された「第2回成人教育世界会議」にはICA代表として出席した。その他、アフリカや東南アジアの協同組合について多くの調査・助言を行い、1968年には経済開発と生活物資の分配のために協同組合の力をさらに活用しようと考えたセイロン政府から王立委員会の委員長に任命されて、セイロンの協同組合運動の改善策を勧告している。

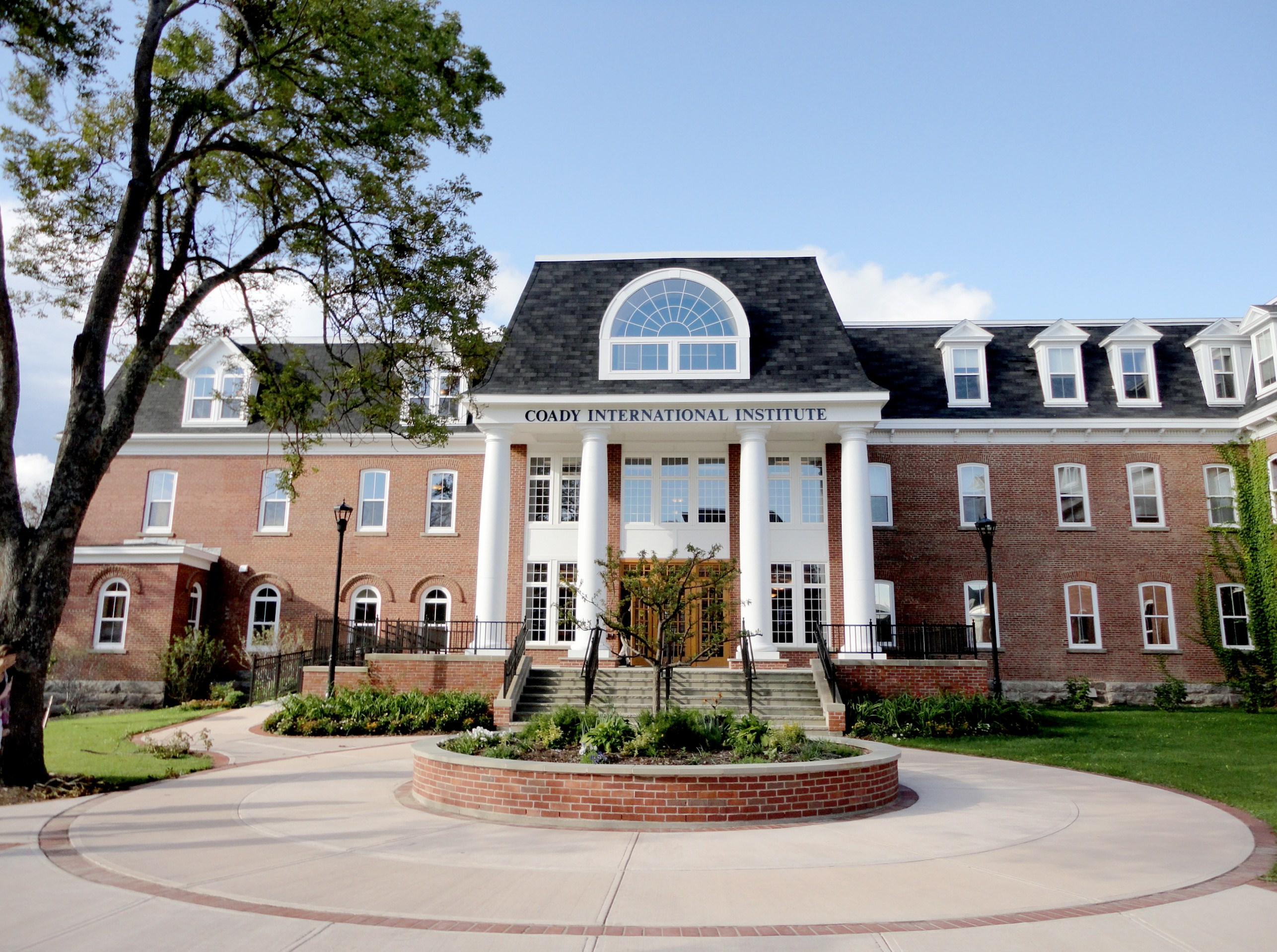
コーディ国際研究所

中央委員退任後は、協同組合に関連するカナダ政府の各種委員会の委員となって活動するとともに、恩師コーディの名が冠された聖フランシスコ・ザビエル大学付属のコーディ国際研究所で再び教鞭をとった。また、カナダ抵当・住宅公社に顧問として参画し、社会住宅法を起草してカナダの住宅協同組合の発展を図った。
1980年には、ICA第27回モスクワ大会において「西暦2000年における協同組合」というテーマで基調報告を行い、採択されている。

### 急逝
自ら基調報告を行ったモスクワ大会から1ヶ月あまり後の1980年11月末に動脈血栓で死去。モスクワ大会後も協同組合の発展にかける熱意は衰えず、2週間前に自らの住む地域で協同組合住宅団地の建設を計画する住宅協同組合の理事長に選任されたばかりであった。

## 業績

### 社会住宅法

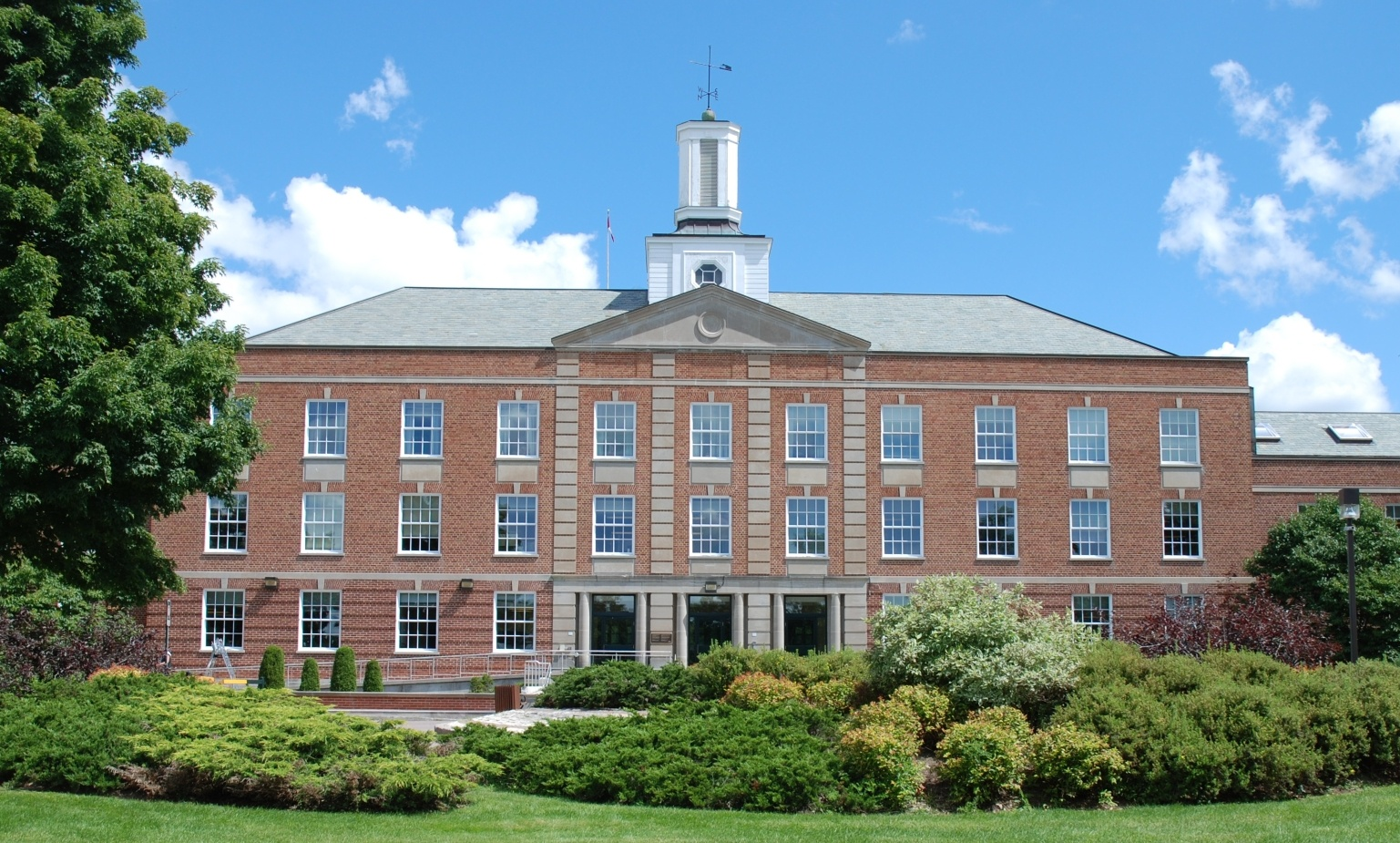
カナダ抵当・住宅公社

レイドローはカナダの住宅問題に強い関心を持ち、「住宅政策の主目的はカナダ人に自由な選択の余地を広げること」という信念の下、「非営利系継続住宅協同組合」を提唱した。カナダ抵当・住宅公社の顧問に就任すると社会住宅法を起草して住宅協同組合の発展を図った。5つの協同組合がこの法律に基づいたカナダ政府の計画に参画し、カナダの住宅協同組合は全体で10万世帯以上に協同組合住宅を供給するまでに成長している。

### 「レイドロー報告」

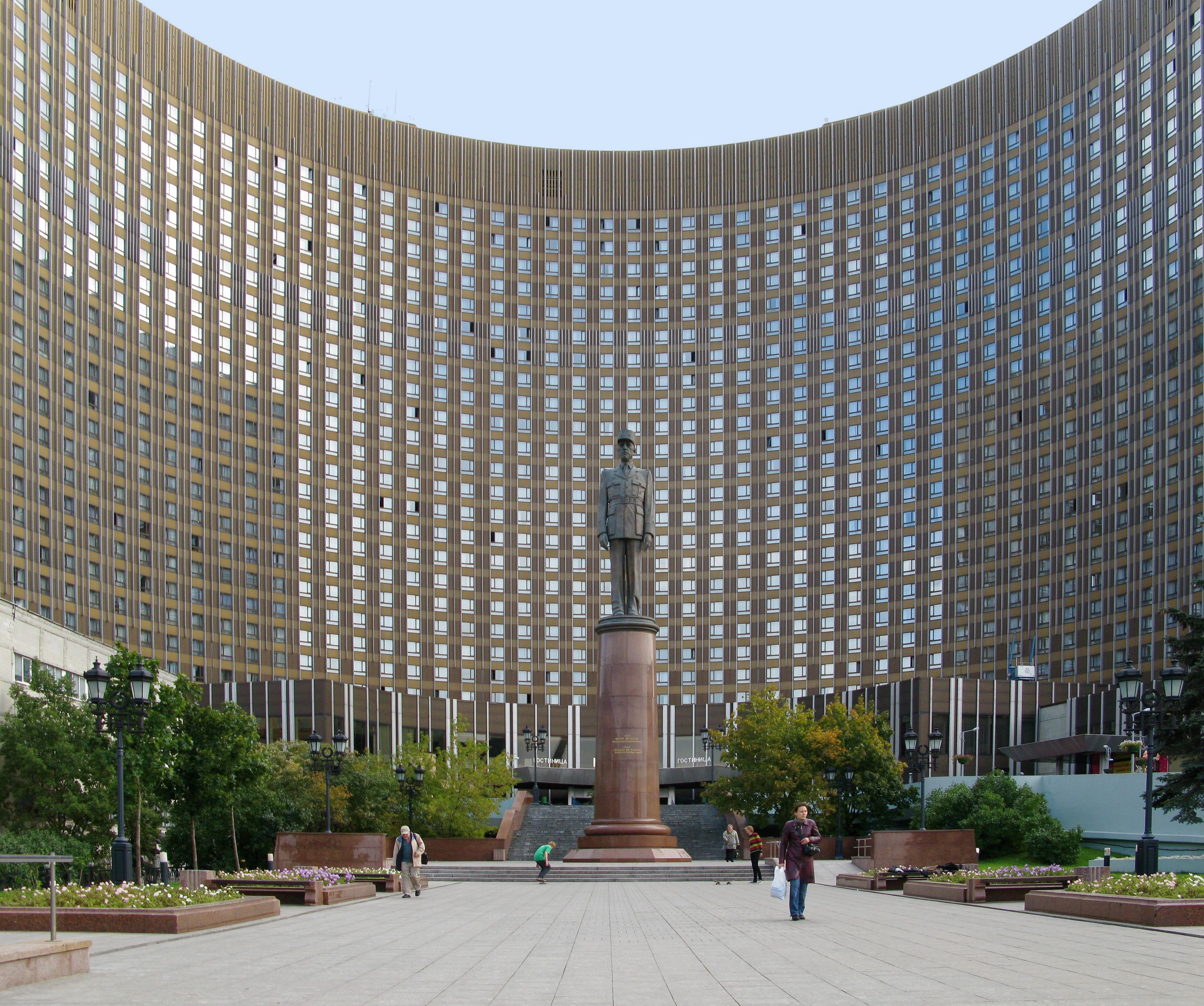
ICAモスクワ大会が開かれたコスモスホテル

1979年、翌1980年に開催されるICA第27回モスクワ大会の基調報告をICAから依頼された。レイドローはすでに70歳を超えていたが、ICAの各専門委員会の議長や書記長に聞き取りを行ったり、ICA本部で各種資料を分析するなど、ロンドンに長期滞在して精力的に報告書を取りまとめた。
この報告の中で、1980年当時の社会情勢を分析して「若干狂気じみた方向へ進んでいる」との認識を示し、「協同組合こそが正気の島」であるべきだと説いた。しかし、かつて第1の危機（信頼性の危機）・第2の危機（経営の危機）を克服した協同組合は、現在、深刻な第3の危機（思想的な危機）に見舞われている。すなわち、協同組合の理論や思想より事業・経営を優先するあまり、「そもそも協同組合とは何者であるのか、他の企業と変わりないのか」という協同組合の真の性格と目的が漠然化していると警鐘を鳴らした。そして、協同組合が「思想的な危機」を克服して「正気の島」となるために、
- 組合員の民主的参加
- 協同組合の「経済的目的」だけでなく「社会的目的」

を重視すること、そして以下の4つの優先分野を今後協同組合が特に力を入れるべき分野として提案した。
1. 世界の飢えを満たす協同組合
2. 生産的労働のための協同組合
3. 保全者社会（資源保護を目指す社会）のための協同組合
4. 協同組合地域社会の建設

「西暦2000年における協同組合」は、多くの協同組合人に衝撃を与えるとともに共感を呼んだ。この報告は、一部に批判や疑問の声があったものの、「レイドロー報告」と呼ばれて高く評価され、協同組合史上最も重要な文書の一つとされる。そして、1984年第28回ハンブルク大会の「世界的諸問題と協同組合」・1988年第29回ストックホルム大会の「協同組合と基本的価値（マルコス報告）」・1992年第30回東京大会の「変化する世界における協同組合の価値（ベーク報告）」などを経て1995年第31回マンチェスター大会での協同組合原則改訂へと続く議論の基礎となるなど、その後の世界の協同組合運動の指針となった。

## 人物
協同組合の調査研究のために各国の協同組合を訪れた際、相手の言葉に素直に耳を傾け、自らの考えを率直に語るレイドローの真摯な姿勢は、多くの人々に感銘を与えた。世界各地を調査して回る中で思いがけず出会った協同組合の活動に素直に感動し、そして自身の理論を自らの協同組合での実践を通じて検証し続けたレイドローは、多くの著書で次のような言葉を記している。
| 「 | 「協同組合にとって最も宣伝効果の高いものは、目立たぬところで歩み続ける組合の成功事例である。」 | 」 |

## 著書

### 単著
- The Campus and the Community: The Global Impact of the Antigonish Movement, Montreal: Harvest House, 1961.
- Housing You Can Afford, Toronto: Green Tree Publishing Company Ltd, 1977.
- Co-operatives in the Year 2000, Study and Report Series 15, London: International Co-operative Alliance, 1980.
  - 日本協同組合学会訳編 『西暦2000年における協同組合-レイドロー報告』 日本経済評論社、1989年。

### 編著
- The Man from Margaree, Toronto: McClelland & Stewart, 1971.